# Skånland
Skånland (tiếng Bắc Sami: Skánit) là một đô thị ở hạt Troms, Na Uy. Trung tâm hành chính của đô thị này là làng Evenskjer.
Skånland được thành lập ngày 1 tháng bảy, năm 1926 khi các đô thị lớn của Trondenes được chia thành ba thành phố: Sandtorg, Skånland, và Trondenes. dân số ban đầu của Skånland là 2.443 người. Vào ngày 1 tháng 1 năm 1964, đô thị lân cận của Astafjord (dân số: 1120 người) đã được sáp nhập vào Skånland. Cùng một ngày, một phần của Skånland trên đảo Rolla (dân số: 143) được chuyển đến khu đô thị lân cận Ibestad. 